# Jörg Rahnenführer
Jörg Rahnenführer (* 19. Mai 1971 in Köln) ist ein deutscher Statistiker.

## Leben
Jörg Rahnenführer ist seit 2007 Professor für Statistische Methoden in der Genetik und Chemometrie an der Technischen Universität Dortmund. Er studierte und promovierte in Mathematik an der Universität Düsseldorf bei Arnold Janssen. Von 2002 bis 2007 war er Arbeitsgruppenleiter am Max-Planck-Institut für Informatik bei Thomas Lengauer.

## Wirken
Jörg Rahnenführer arbeitet an der Entwicklung von statistischen Methoden für die Bioinformatik und Systembiologie und im Bereich Überlebensdaueranalyse.